# Manuel Ureña Pastor
Manuel Ureña Pastor (Albaida, Valencia 4 de marzo de 1945) es un sacerdote católico español que fue arzobispo de Zaragoza entre 2005 y 2014.

## Biografía
Al concluir los estudios primarios en la Escuela Nacional de Albaida (1951-1959) ingresó en el Seminario Metropolitano de Valencia, en Moncada. Es licenciado en Teología Dogmática por la Universidad Pontificia de Salamanca. Ha sido nombrado doctor honoris causa por la Universidad Católica San Antonio de Murcia el 13 de junio de 2011.

### Sacerdote
Recibe la ordenación sacerdotal el 14 de julio de 1973 en Valencia. Su primer destino es en 1973 como vicario parroquial en la parroquia Nuestra Señora del Olivar en Alacuás (Valencia). En 1976, viaja a Roma para obtener la licenciatura y el doctorado en Filosofía pura por la Pontificia Universidad Angelicum. De vuelta a España en el año 1984 fue nombrado director del Colegio Mayor San Juan de Ribera de Burjasot, en Valencia.

### Obispo y arzobispo
El papa Juan Pablo II le nombra obispo de Ibiza el 8 de julio de 1988, recibiendo la ordenación episcopal el 11 de septiembre de ese mismo año. Ejerció como administrador apostólico de la Diócesis de Menorca entre 1990 y 1991.  Designado el 23 de julio de 1991 primer obispo de Alcalá de Henares, desmembrada de la archidiócesis de Madrid. Pasaría después a ocupar la sede de Cartagena, desde el 1 de julio de 1998. Durante este periodo fue gran canciller de la Universidad Católica de Murcia.
Con fecha 12 de marzo de 2005 fue nombrado arzobispo metropolitano de Zaragoza por Juan Pablo II, aunque el nombramiento no se hizo público hasta el 2 de abril. Tomó posesión de la sede cesaraugustana el 19 de junio. Con este cargo, es nombrado gran canciller de la Universidad San Jorge de Zaragoza. El 15 de enero de 2011 se convierte en el primer obispo en celebrar misa en la forma tridentina del rito romano en España tras la promulgación del motu proprio Summorum Pontificum. El 13 de junio de 2011 es investido doctor honoris causa por la Universidad Católica San Antonio de Murcia.
En la Conferencia Episcopal Española es miembro de la Comisión Episcopal de Enseñanza y Catequesis y de la Comisión Permanente en representación de la provincia eclesiástica de Zaragoza. Entre las distinciones recibidas destacan: Hijo predilecto de Albaida, medalla de oro de la ciudad de Murcia, defensor de Zaragoza 2008, premio IACOM (Instituto Aragonés de Comunicación), premio Fundación Carlos Sanz 2010 y caballero de honor de Ntra. Sra. del Pilar.

### Renuncia al cargo
El 12 de noviembre de 2014 la Santa Sede hizo pública la aceptación de su renuncia al gobierno pastoral de la archidiócesis de Zaragoza, por diversos escándalos, aunque oficialmente renunció "por motivos de salud" según lo establecido en el canon 401 § 2 del Código de Derecho Canónico.
Le sucedió en el cargo como arzobispo de Zaragoza, según se comunicó el 12 de diciembre de 2014, monseñor Vicente Jiménez Zamora, hasta entonces obispo de Santander.

## Obra literaria
Ureña ha estudiado la filosofía de Ernst Bloch en Ernst Bloch, una interpretación escatológica inmanente de la realidad (1984) y Ernst Bloch, ¿un futuro sin Dios?. También ha colaborado en las obras colectivas: Hombre y Dios en la sociedad de fin de siglo (1994) y Deus caritas est: comentario y texto de la encíclica "Dios es amor" de Benedicto XVI (2006).
| Predecesor: José Gea Escolano     | Obispo de Ibiza 1988 - 1991               | Sucesor: Javier Salinas Viñals  |
| Predecesor: Primer obispo         | Obispo de Alcalá de Henares 1991 - 1999   | Sucesor: Jesús Catalá Ibáñez    |
| Predecesor: Javier Azagra Labiano | Obispo de Cartagena en España 1999 - 2005 | Sucesor: Juan Antonio Reig Pla  |
| Predecesor: Elías Yanes           | Arzobispo de Zaragoza 2005 - 2014         | Sucesor: Vicente Jiménez Zamora |